# Haibeitou (sockenhuvudort i Kina, Shanxi Sheng, lat 39,80, long 113,19)
Haibeitou är en sockenhuvudort i Kina. Den ligger i provinsen Shanxi, i den norra delen av landet, omkring 220 kilometer norr om provinshuvudstaden Taiyuan. Antalet invånare är 14 013. Befolkningen består av 6 857 kvinnor och 7 156 män. Barn under 15 år utgör 15,0 %, vuxna 15-64 år 74 %, och äldre över 65 år 10,0 %.
Runt Haibeitou är det ganska tätbefolkat, med 172 invånare per kvadratkilometer. Närmaste större samhälle är Xinjiayuan, 17,9 km väster om Haibeitou. Trakten runt Haibeitou består i huvudsak av gräsmarker.
Genomsnittlig årsnederbörd är 695 millimeter. Den regnigaste månaden är juli, med i genomsnitt 172 mm nederbörd, och den torraste är januari, med 4 mm nederbörd.